# Chuẩn giao tiếp dữ liệu ATA

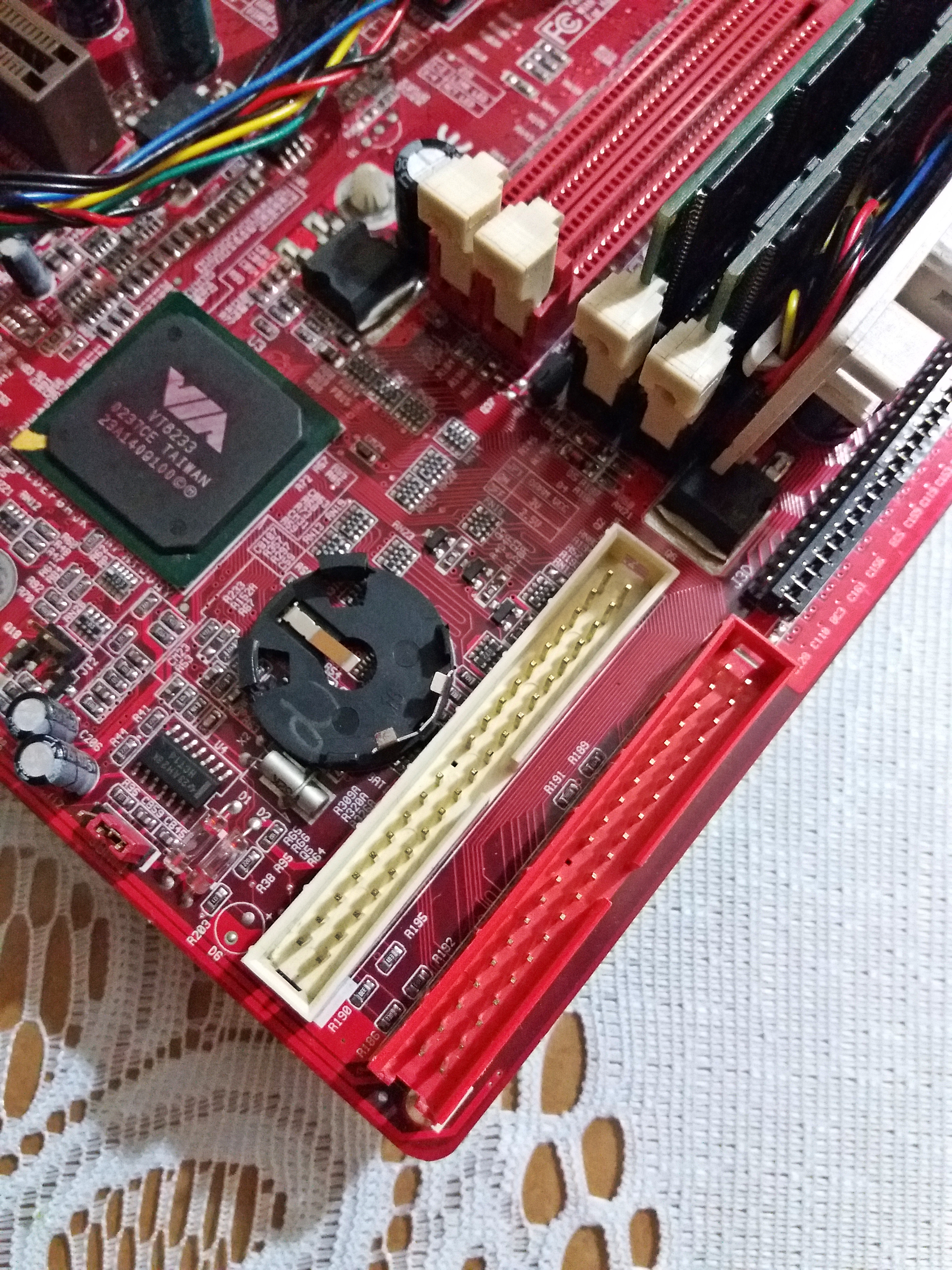
IDE Connectors in PCChips M925LR Pentium 4

ATA (AT Attachment) là một chuẩn giao tiếp kết nối giữa máy tính và các ổ đĩa cứng, ổ đĩa quang trong máy tính.

## Các tổ chức liên quan
ATA được một nhóm gọi là Technical Committee T13 chịu trách nhiệm về tất cả các liên quan đến giao tiếp ATA nối tiếp cũng như ATA song song. T13 là một nhóm trong Uỷ ban quốc tế về tiêu chuẩn công nghệ thông tin (tạm dịch của International Committee on Information Technology Standards, viết tắt: INCITS) được hoạt động dựa theo các quy tắc, tiêu chuẩn theo ANSI. Một nhóm thứ hai gọi là Serial ATA International Organization chịu trách nhiệm tiêu chuẩn hoá tất cả các giao diện ATA nối tiếp.

## Các phiên bản ATA
Các phiên bản ATA các phiên bản liệt kê dưới đây 
- ATA-1
- ATA-2 (còn gọi là Fast-ATA, Fast-ATA-2, hoặc EIDE)
- ATA-3
- ATA-4 (Ultra-ATA/33)
- ATA-5 (Ultra-ATA/66)
- ATA-6 (Ultra-ATA/100)
- ATA-7 (Ultra-ATA/133 hoặc Serial ATA)
- ATA-8 (Ultra-ATA/133 hoặc Serial ATA)

Mỗi một chuẩn ATA phiên bản mới hơn lại có thể tương thích ngược với phiên bản cũ hơn nó nếu cùng một thể loại cổng cắm (song song/nối tiếp)

## Thông số và đặc tính các phiên bản
| Chuẩn Standard | Phát triển (năm) | Công bố (năm) | Loại bỏ (năm) | Chế độ PIO | Chế độ DMA | Chế độ UDMA | Parallel Speed (MBps) | Serial Speed (MBps) | Đặc tính                                                                                  |
| --- | ---------------- | ------------- | ------------- | ---------- | ---------- | ----------- | --------------------- | ------------------- | ----------------------------------------------------------------------------------------- |
| ATA-1 | 1988             | 1994          | 1999          | 02         | 0          |             | 8,33                  |                     | Hỗ trợ lên tới 136.9GB; BIOS issues not addressed                                         |
| ATA-2 | 1993             | 1996          | 2001          | 04         | 02         |             | 16,67                 |                     | Chế độ PIO nhanh hơn; CHS/LBA BIOS translation defined up to 8.4GB; PC-Card               |
| ATA-3 | 1995             | 1997          | 2002          | 04         | 02         |             | 16,67                 |                     | SMART; improved signal integrity; LBA support mandatory; eliminated single-word DMA modes |
| ATA-4 | 1996             | 1998          |               | 04         | 02         | 02          | 33,33                 |                     | Có chế độ UDMA; ATAPI Packet Interface; BIOS hỗ trợ tới 136.9GB                           |
| ATA-5 | 1998             | 2000          |               | 04         | 02         | 04          | 66,67                 |                     | Chế độ UDMA nhanh hơn; dây cáp 80 chân và tự động phát hiện                               |
| ATA-6 | 2000             | 2002          |               | 04         | 02         | 05          | 100                   |                     | Chế độ UDMA với tốc độ 100MBps; extended drive and BIOS support up to 144PB               |
| ATA-7 | 2001             | 2004          |               | 04         | 02         | 06          | 133                   | 150                 | Chế độ UDMA với tốc độ 133MBps; chuẩn SATA                                                |
| ATA-8 | 2004             |               |               | 04         | 02         | 06          | 133                   | 150                 | Phiên bản phụ                                                                             |
| SMART = Self-Monitoring, Analysis, and Reporting Technology (tạm dịch: Công nghệ tự động giám sát, phân tích và báo cáo) ATAPI = AT Attachment Packet Interface MB = Megabyte; 1 triệu byte GB = Gigabyte; 1 tỉ byte PB = Petabyte; 1 triệu tỉ byte CHS = Cylinder, Head, Sector LBA = Logical block address (tạm dịch: địa chỉ khối) PIO = Programmed I/O DMA = direct memory access UDMA = Ultra DMA SATA = Serial ATA |                  |               |               |            |            |             |                       |                     |                                                                                           |

### ATA-1
ATA-1 (AT Attachment Interface for Disk Drives) là bản chính của ATA đầu tiên. Nó là một giao diện truyền thống giữa hệ thống (máy tính) với ổ đĩa thông qua bus ISA.

ATA-1 gồm các đặc tính sau:
- Số chân: 40/44 khi truyền từ hệ thống đến ổ đĩa
- Lựa chọn thiết đặt cho ổ đĩa chính, ổ đĩa phụ và lựa chọn tự động bởi cáp (master, slave và cable select).
- Chế độ truy cập bộ nhớ trực tiếp DMA.
- Hỗ trợ cylinder, head, sector (CHS) và địa chỉ khối (tạm dịch: logical block address) (LBA). Hỗ trợ điều khiển tham số lên đến 267.386.880 sector, hoặc 136,9 GB

Mặc dù ATA-1 được sử dụng năm 1986, nhưng đến năm 1988 chúng mới được chuẩn hoá thành một chuẩn chính thức bởi Common Access Method (CAM). ATA-1 chính thức được loại bỏ như một tiêu chuẩn về giao tiếp trong máy tính ngày nay vào ngày 06 tháng 8 năm 1999.

### ATA-2
ATA-2 (AT Attachment Interface with Extensions-2) xuất hiện lần đầu tiên năm 1993 như một sự nâng cấp từ phiên bản ATA tiêu chuẩn. Nó mang đến một sự thay đổi lớn, không chỉ định nghĩa giao tiếp đến duy chỉ với các ổ đĩa cứng mà còn mở rộng ra các ổ đĩa khác. Những đặc tính của ATA-2 với cơ bản bao gồm ATA-1 và thêm các tính chất sau:
- Các kiểu truyền dữ liệu PIO và DMA nhanh hơn.
- Hỗ trợ quản lý điện năng.
- Hỗ trợ ổ đĩa di động
- Hỗ trợ PCMCIA (PC
- Đồng nhất các lệnh điều khiển và thêm nhiều thông tin hơn.